# Kåtamyrtjärnen (Arvidsjaurs socken, Lappland, 726255-165907)
Kåtamyrtjärnen är en sjö i Arvidsjaurs kommun i Lappland och ingår i Skellefteälvens huvudavrinningsområde.